# Шанхайский кинофестиваль 2007
Десятый Шанхайский международный кинофестиваль прошёл в Шанхае (КНР) с 16 по 24 июня 2007 года.

## Жюри
- Чэнь Кайгэ (КНР)
- Фернандо Труэба (Испания)
- Михаэль Балльхаус (Германия)
- Мария Грация Кучинотта (Италия)
- Люк Жаке (Франция)
- Лу Чуань (КНР)
- Кохэй Огури (Япония)

## Победители
| Награда                  | Призёр                                                                                   | Страна    |
| ------------------------ | ---------------------------------------------------------------------------------------- | --------- |
| Лучший фильм             | Frei nach Plan, режиссёр Франциска Мелецки                                               | Германия  |
| Лучшая режиссура         | Тянь Чжуанчжуан за фильм Мастер го                                                       | КНР       |
| Лучшая мужская роль      | Хуан Хосе Бальеста за фильм Cabeza de perro                                              | Испания   |
| Лучшая женская роль      | Corinna Harfouch, Dagmar Manzel, Kirsten Block, Christine Schorn за фильм Frei nach Plan | Германия  |
| Лучшая музыка            | фильм Любовь и честь                                                                     | Япония    |
| Лучший сценарий          | фильм Aviva My Love                                                                      | Израиль   |
| Лучшая кинематография    | фильм Мастер го                                                                          | КНР       |
| Специальная награда жюри | фильм Den nya människan                                                                  | Финляндия |

### Специальная награда 10-го шанхайского кинофестиваля
| Призёр                           | Страна |
| -------------------------------- | ------ |
| Фильм The Knot (режиссёр Инь Ли) | КНР    |

### Новые таланты Азии
| Награда                   | Призёр                        | Страна    |
| ------------------------- | ----------------------------- | --------- |
| Лучший фильм              | Bliss, режиссёр Шэн Чжиминь   | КНР       |
| Лучшая режиссура          | фильм On the Wings of Dreams' | Бангладеш |
| Приз зрительских симпатий | фильм The Case                | КНР       |

### Приз от прессы
| Награда                        | Призёр                                     | Страна               |
| ------------------------------ | ------------------------------------------ | -------------------- |
| Самый привлекательный актёр    | Winston Chao за фильм Ye ming              | Китайская Республика |
| Самый многообещающий актёр     | У Юэ за фильм Ye ming                      | Китайская Республика |
| Самая привлекательная актриса  | Чжао Вэй за фильм Длиннейшая ночь в Шанхае | Япония — КНР         |
| Самый привлекательный режиссёр | Тянь Чжуанчжуан за фильм Мастер го         | КНР                  |
| Самый кассовый фильм           | Длиннейшая ночь в Шанхае                   | Япония — КНР         |

### Приз за выдающийся вклад в китайский кинематограф
| Призёр    | Страна       |
| --------- | ------------ |
| Мэгги Чун | Гонконг, КНР |

### Специальная награда за достижения в актёрском искусстве
| Призёр      | Страна |
| ----------- | ------ |
| Чжан Жуйфан | КНР    |
| Се Цзинь    | КНР    |